# Lynda Barry
Linda Jean Barry, född 2 januari 1956, är en amerikansk serietecknare. Hon är mest känd för sin veckovisa serie Ernie Pooks Comeek. Hon väckte uppmärksamhet med sin illustrerade roman The Good Times are Killing Me från 1988, om en vänskap mellan två unga flickor med olika etniskt ursprung. Serien omarbetades till en pjäs.
Hennes andra illustrerade roman, Cruddy, utkom första gången 1999. Tre år senare publicerade hon One! Hundra! Demoner!, en grafisk roman hon kallar "autobifiktionalografi". What It Is (2008) är en grafisk roman som delvis är memoar, delvis collage och delvis arbetsbok, där Barry instruerar sina läsare i metoder för att öppna upp sin egen kreativitet; den vann seriebranschens 2009 Eisner Award för bästa verklighetsbaserade arbete.
Som ett erkännande av hennes bidrag till den komiska konstformen listade Comics Alliance Barry som en av tolv kvinnliga serietecknare som förtjänar ett erkännande för livstidsprestationer och hon fick Wisconsin Visual Art Lifetime Achievement Award 2013. I juli 2016 valdes hon in i Eisner Hall of Fame. Barry tilldelades ett MacArthur Fellowship som en del av klassen 2019. Hon är för närvarande docent i tvärvetenskaplig kreativitet vid University of Wisconsin–Madison.
2020 ingick hennes arbete i utställningen Women in Comics: Looking Forward, Looking Back på Society of Illustrators i New York.

## Serier
Barry var känd som klassens serietecknare i sin grundskola. När hon studerade konst på The Evergreen State College började hon rita serier med tvång när hennes pojkvän lämnade henne för en annan tjej: "Jag kunde inte sova efter det, och jag började göra serier om män och kvinnor. Männen var kaktusar och kvinnorna var kvinnor, och kaktusarna försökte övertyga kvinnorna att gå och lägga sig med dem, och kvinnorna övervägde det alltid men bestämde sig till slut att det inte skulle vara en bra idé." Dessa var de tecknade serierna Groening och Keister publicerade som Ernie Pooks Comeek. Barry tillskriver också Evergreen State-läraren Marilyn Frasca sitt serieskapande: "Lektionerna jag lärde mig av henne när jag var 19 och 20, använder jag fortfarande varje dag och har aldrig kunnat slita ut."
Efter examen från Evergreen flyttade Barry till Seattle. När hon var 23, publicerade Chicago Reader hennes serie, vilket gjorde det möjligt för henne att försörja sig på enbart sina serier. Hon flyttade senare till Chicago, Illinois.
Samlingar av hennes verk inkluderar Girls & Boys (1981), Big Ideas (1983), Everything in the World (1986), The Fun House (1987), Down the Street (1989) och The Greatest of Marlys (2000). 1984 släppte hon en målarbok med kort text som heter Nakna damer! Nakna damer! Nakna damer! Hon skrev och ritade också en helsidesfärgremsa som undersökte den vardagliga patologin i relationer för tidningen Esquire. 1989 dök Barrys strip upp varje vecka i mer än 50 publikationer, mestadels alternativa tidningar i storstäder.

## Böcker
Kommersiellt publicerade samlingar av Barrys serier började dyka upp 1981. [21] Hennes självutgivna Xerox-bok i begränsad upplaga som heter Two Sisters om systrarna Evette och Rita publicerades 1979. Hon har skrivit två illustrerade romaner, The Good Times are Killing Me (1988) och Cruddy, även känd som Cruddy: An Illustrated Novel (1999).
Cruddy berättas av en fiktiv flicka vid namn Roberta Rohbeson. Hon beskriver sitt hem som "det smutsiga översta sovrummet i ett skumt hyreshus på en mycket smutsig lerväg". Hon hamnar i en rad våldsamma äventyr med sin pappa. 
Boken blev väl mottagen av kritiker. Alanna Nash skrev i The New York Times att "författarens förmåga att fånga förtvivlans förlamande dysterhet, och hennes kusliga öra för dialog, gör denna första roman till ett verk av fruktansvärd skönhet." I The Austin Chronicle skrev Stephen MacMillan Moser en recension i form av ett brev till Barry och sa "Du blåste bort mig. Ibland var jag inte säker på om något skulle vara roligt eller inte, men jag skrattade mycket. Men jag känner också att jag blev överkörd av en buss." (originalcitat: "You blew me away. Sometimes I wasn't sure if something was supposed to be funny or not, but I laughed a lot. But I also feel like I got run over by a bus.") 2013 publicerade den engelska professorn Ellen E. Berry en artikel fokuserad på romanen med titeln "Becoming-Girl/Becoming-Fly/Becoming-Iperceptible: Gothic Posthumanism in Lynda Barry's Cruddy: An Illustrated Novel." Berry skrev i sin sammanfattning av tidningen att boken är "ett levande exempel på vad jag kallar 'gotisk posthumanism' där gotiska teman och metaforer tjänar till att föra fram en omfattande kritik av antropo- och andra centrism, alla former av dominans, värderingarna av liberal humanism och positiv konformistisk kultur." Berry analyserar Cruddy med hjälp av en teori om posthuman etik som formulerats av Rosi Braidotti, och skrev att hon använde Braidottis teori "för att analysera Robertas överlevnadsstrategier och hennes radikalt posthumana identifiering med djur med fokus på deras delade sårbarhet och därmed deras gemensamma mål: att försvinna och att överleva. "
Barry bearbetade The Good Times are Killing Me till en off-Broadway-pjäs (se nedan).
Ett! Hundra! Demoner! dök först upp som en serieserie på Salon.com ; enligt bokens inledning producerades den i emulering av en gammal zen-målningsövning som kallas "hundra demoner". I den här övningen väntar utövaren på ankomsten av demoner och målar dem sedan när de uppstår i sinnet. De demoner som Barry brottas med i den här boken inkluderar ånger, kränkande relationer, självmedvetenhet, förbudet mot att känna hat och hennes respons på resultatet av det amerikanska presidentvalet 2000. Boken innehåller ett instruktionsavsnitt som uppmuntrar läsarna att ta upp penseln och följa hennes exempel. Enligt Time magazine använder boken "akut observerad humor för att utforska smärtan av att växa upp."
Barry har också gett ut fyra böcker om de kreativa processerna att skriva och teckna. Making Comics, What It Is, Picture This och Syllabus: Notes From an Accidental Professor fokuserar på att öppna vägar till personlig kreativitet. Publishers Weekly gav Syllabus en stjärnrecension och kallade den "en utmärkt guide för dem som vill bryta sig ur vilken skriv- och ritstil de har fastnat i, så att de kan återuppta sina hjärnor för möjligheten till ny kreativitet." AV-klubben utsåg Syllabus till en av de bästa serierna 2014.

## Publicerade verk
- Girls and Boys ( Real Comet Press 1981)ISBN 0-941104-00-1
- Big Ideas (Real Comet Press 1983)ISBN 0-941104-07-9
- Naked Ladies, Naked Ladies, Naked Ladies: Målarbok (Real Comet Press 1984)ISBN 978-0941104135
- Allt i världen ( HarperCollins 1986)ISBN 978-0060961077
- Down the Street (HarperCollins 1988)ISBN 978-0060963040
- The Fun House (HarperCollins 1988)ISBN 0-06-096228-3
- The Good Times Are Killing Me (Perennial/HarperCollins, 1988)ISBN 0-941104-22-2
- Kom över, kom över (HarperCollins 1990)ISBN 0-06-096504-5
- My Perfect Life (Perennial/HarperCollins 1992)ISBN 978-0060965051
- The Lynda Barry Experience (spoken word kassettband/CD 1993)ISBN 1-882543-17-3
- It's So Magic (Perennial/HarperCollins 1994)ISBN 978-0060950460
- The Freddie Stories ( Sasquatch Books 1999)ISBN 978-1570611063
- Cruddy (Simon & Schuster inbunden 1999)ISBN 978-0684865300 (pocket 2000)ISBN 978-0684838465
- The Greatest of Marlys (Sasquatch Books 2000)ISBN 1-57061-260-9
- Ett! Hundra! Demoner! (Sasquatch Books 2002)ISBN 9781570613371
- What it is ( Drawn & Quarterly 2008)ISBN 978-1897299357
- Föreställ dig detta: The Near-Sighted Monkey Book (Drawn & Quarterly 2010)ISBN 1-897299-64-8
- Blabber Blabber Blabber: Volym 1 av Everything (Drawn & Quarterly 2011)ISBN 978-1770460522
- Kursplan: Anteckningar från en oavsiktlig professor (Drawn & Quarterly 2014)ISBN 978-1770461611
- The Greatest of Marlys (Drawn & Quarterly inbunden 2016)ISBN 978-1770462649
- Making Comics (Drawn & Quarterly 2019)ISBN 978-1770463691